# Bill Cosby
William Henry Cosby Jr. (Filadelfia, 12 de julio de 1937), más conocido como Bill Cosby, es un comediante, actor, músico, escritor de stand-up y convicto estadounidense.
Comenzó su carrera como comediante en los clubes nocturnos de San Francisco durante la década de 1960. Posteriormente obtuvo un papel protagonista en el programa de televisión I Spy, seguido de su propio programa titulado The Bill Cosby Show (El Show de Cosby) que se desarrolló durante dos temporadas desde 1969 hasta 1971. En 1972, utilizando el personaje de Fat Albert desarrollado durante sus actuaciones de stand-up, creó y produjo la serie de televisión Fat Albert and the Cosby Kids, que se desarrolló hasta 1985, centrada en un grupo de jóvenes amigos que crecen en una zona urbana.  A lo largo de la década de 1970, protagonizó cerca de media docena de películas. Asistió a la Universidad de Temple en la década de 1960 y recibió su licenciatura en 1971.  En 1973, recibió una maestría de la Universidad de Massachusetts, Amherst, y obtuvo su doctorado en educación en 1976, también de UMass.  Su disertación discutió el uso de Fat Albert y los Cosby Kids como herramienta de enseñanza en las escuelas primarias.
A partir de la década de 1980, produjo y protagonizó la comedia de televisión The Cosby Show, que se emitió de 1984 a 1992 y fue calificada como el programa número uno en Estados Unidos entre 1985 y 1989.  La comedia destacó las experiencias y el crecimiento de una familia afroamericana influyente. Produjo la comedia de spin-off A Different World, que se emitió desde 1987 hasta 1993.  También protagonizó The Cosby Mysteries de 1994 a 1995 y en la comedia de Cosby de 1996 a 2000, y fue anfitrión de Kids Say the Darndest Things de 1998 a 2000.
Cosby recibió numerosas acusaciones de agresión sexual, la primera de las cuales se remonta a décadas. A mediados de la década de 2010, más de 60 mujeres lo acusaron de violación, asalto sexual provocado por drogas, agresión sexual, abuso sexual infantil y mala conducta sexual, alegaciones que niega, por las cuales el estatuto de limitaciones ya había expirado en casi todos los casos. Después de un juicio de un año, fue declarado culpable de tres cargos de agresión indecente agravada y sentenciado de tres a diez años de prisión en septiembre de 2018.

## Infancia y adolescencia

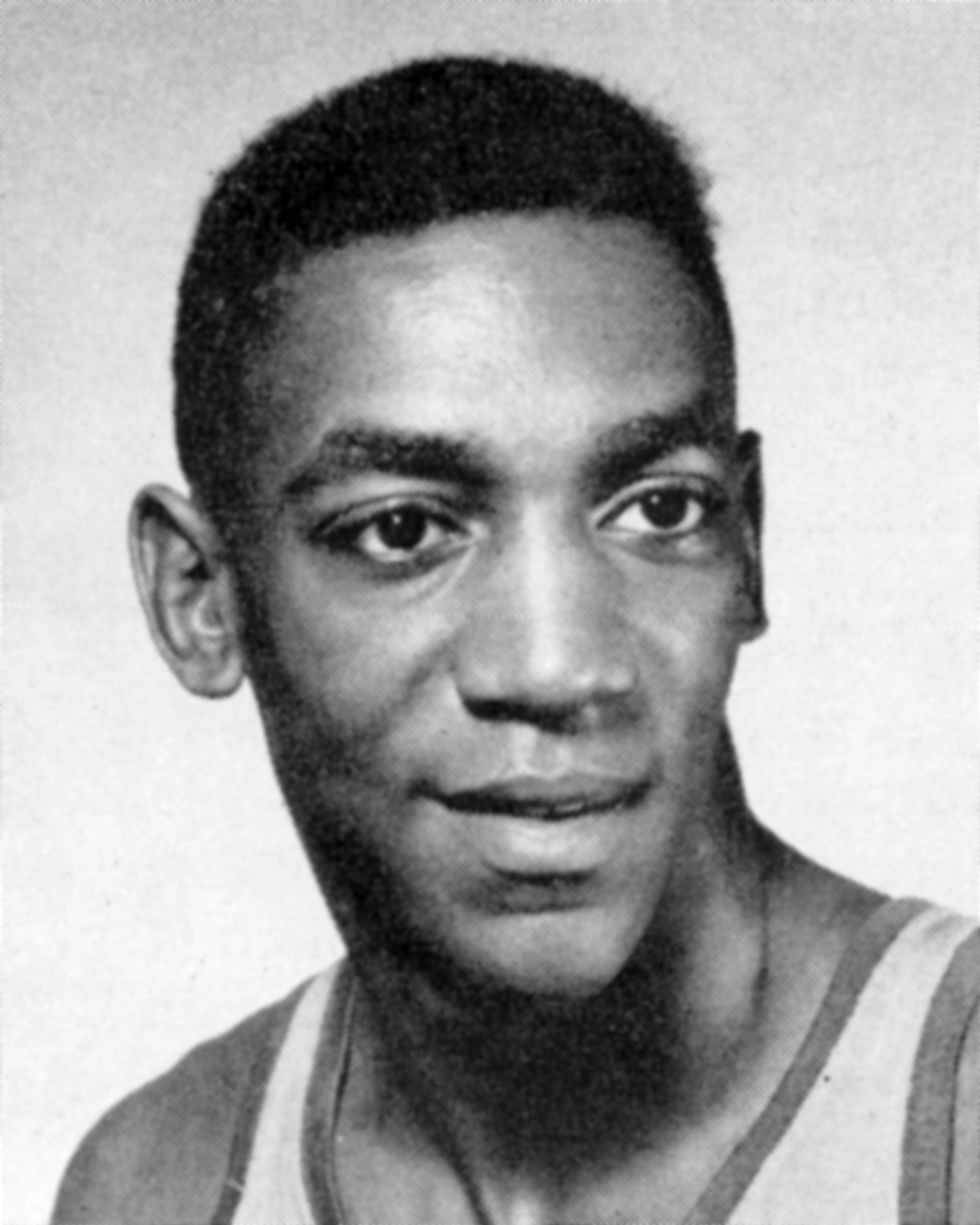
Cosby como jugador de baloncesto durante su servicio en la Armada en 1957.

Nació el 12 de julio de 1937, en Filadelfia, Pensilvania. Él es uno de los cuatro hijos de Anna Pearl (née Hite), una criada, y William Henry Cosby Sr., quien sirvió como administrador de desastres en la Marina de los Estados Unidos.
Fue el presidente de su clase, así como el capitán de los equipos de béisbol y atletismo de la Escuela Pública Mary Channing Wister en Filadelfia.  Los maestros notaron que tenía una tendencia a bromear en lugar de estudiar, y se describió a sí mismo como el payaso de la clase. En FitzSimons Junior High School, Cosby actuó en obras de teatro y continuó compitiendo en deportes.     Cosby luego fue a la escuela secundaria Central de Filadelfia, una escuela magnet y una escuela preparatoria universitaria académicamente rigurosa, donde corrió pista y jugó béisbol, fútbol y baloncesto. Se trasladó a Germantown High School, pero falló el décimo grado.
En 1956, Cosby se alistó en la Armada y se desempeñó como empleado del hospital en el Cuerpo de Marines Base Quantico en Virginia; en la Estación Naval Argentina en Terranova, Canadá; y en el Centro Médico Naval Nacional en Maryland. Trabajó en terapia física con el personal de la Armada y la Infantería de Marina que resultaron heridos durante la Guerra de Corea.
Obtuvo su diploma de equivalencia de escuela secundaria a través de cursos por correspondencia y recibió una beca de atletismo en la Universidad de Temple en 1961.  En Temple, estudió educación física mientras corría y jugaba como fullback en el equipo de fútbol de la universidad.  Comenzó a servir comida en un club de Filadelfia, donde ganaría mayores propinas haciendo reír a los clientes.  Luego llevó su talento al escenario.

## Stand-up
Cosby dejó Temple para seguir una carrera en la comedia.  Se alineó en stand-ups en clubes en Filadelfia y luego en la ciudad de Nueva York, donde apareció en The Gaslight Café a partir de 1961. Reservó fechas en ciudades como Chicago, Las Vegas, San Francisco y Washington, DC En el verano de 1963, recibió una exposición nacional en el programa The Tonight Show de NBC.  Esto llevó a un contrato de grabación con Warner Bros. Records, quien, en 1964, lanzó su primer LP, Bill Cosby, es un compañero muy divertido. . . ¡Derecha!  , el primero de una serie de comedias.  Su álbum To Russell, My Brother, Whom I Slept With fue número uno en la lista de la revista Spin de "Los 40 mejores álbumes de comedia de todos los tiempos", y lo calificó de "obra maestra de la comedia de stand-up".
Mientras muchos cómicos de la época usaban la creciente libertad de esa década para explorar material que era controvertido y, a veces, atrevido, Cosby estaba haciendo su reputación con recuerdos humorísticos de su infancia.  Muchos estadounidenses se preguntaban acerca de la ausencia de raza como tema en las historias de Cosby.  A medida que el éxito de Cosby creció, tuvo que defender su elección del material con regularidad; mientras argumentaba, "Una persona blanca escucha mi acto y se ríe y piensa: 'Sí, así es como yo lo veo'.  Bueno.  El es blanco Soy negro Y ambos vemos las cosas de la misma manera.  Eso debe significar que somos iguales. ¿De acuerdo?  Así que me imagino que estoy haciendo tanto por las buenas relaciones raciales como el próximo jugador ".
En 1983, Cosby lanzó la película de concierto Bill Cosby: Himself; es ampliamente considerada como "la mejor película de concierto de comedia de todos los tiempos".  Los cómicos más jóvenes y bien establecidos, como Jerry Seinfeld, han reconocido a Cosby como un innovador como practicante del género de comedia, así como a una persona que allanó el camino para que los cómicos ingresen en la televisión de la comedia. Seinfeld dijo de Cosby: "Abrió una puerta para todos nosotros, para que todas las redes consideraran que esta era una forma de crear un personaje, era tomar a alguien que puede mantener una audiencia simplemente estando allí y contando su historia.  Él creó eso.  Creó toda la idea de tomar un "cómic" entre comillas y desarrollar un programa de televisión a partir de una persona que se ve en el escenario". El comediante Larry Wilmore también vio una conexión entre Bill Cosby: Él mismo y el éxito posterior de The Cosby Show, diciendo: "Está claro que el concierto es la plantilla para The Cosby Show".
Cosby realizó su primer especial de TV en 30 años, Bill Cosby: Far From Finished, en Comedy Central el 23 de noviembre de 2013.  Su último concierto de la gira "Far From Finished" se realizó en el Cobb Energy Performing Arts Center en Atlanta, Georgia el 2 de mayo de 2015.  En 2014, Cosby estaba listo para lanzar su nuevo standup especial Bill Cosby 77 en Netflix. El lanzamiento de la película fue cancelado debido a acusaciones de agresión sexual contra Cosby.
Su última actuación conocida antes de su condena se llevó a cabo en el LaRose Jazz Club en Filadelfia el 23 de enero de 2018.

## Carrera de actuación

### I Spy
En 1965 fue elegido junto a Robert Culp en la serie de aventuras de espionaje I Spy en NBC.  I Spy se convirtió en la primera serie semanal de televisión dramática que presenta a un afroamericano en un papel protagonista.  Al principio, a los ejecutivos de Cosby y NBC les preocupaba que algunos afiliados no estuvieran dispuestos a llevar la serie.  Al comienzo de la temporada de 1965, cuatro estaciones declinaron el espectáculo; Estaban en Georgia, Florida y Alabama. Los espectadores se dejaron llevar por los lugares exóticos del espectáculo y la auténtica química entre las estrellas.  Se convirtió en uno de los éxitos de audiencia de esa temporada televisiva.  I Spy terminó entre los veinte programas más vistos de ese año, y Cosby sería honrado con tres premios Emmy consecutivos al Mejor Actor Principal en una Serie de Drama. Al aceptar su tercer premio Emmy para el programa, Cosby le dijo a la audiencia: "¡Que los fanáticos y racistas conozcan el mensaje que no cuentan!"
Durante la carrera de la serie, continuó realizando comedias y grabó media docena de discos de grabación para Warner Bros.  Archivos.  También comenzó a incursionar en el canto , grabando Silver Throat: Bill Cosby Sings en 1967. En junio de 1968, la revista Billboard informó que había rechazado una oferta de renovación de contrato por cinco años y US $ 3,5 millones y dejaría la etiqueta en agosto de ese año para grabar para su propio sello discográfico.
En julio de 1968, narró Black History: Lost, Stolen o Strayed, un documental de la CBS que aborda la representación de los negros en la cultura popular. Andy Rooney escribió el guion galardonado con un premio Emmy para que Cosby lo leyera. El profesor de la Universidad de Georgetown, Michael Eric Dyson, dijo que era una de "las raras excepciones cuando Cosby se quitó los guantes y las anteojeras, para hablar sobre la raza en público con franqueza y discernimiento". Debido a su popularidad y naturaleza controvertida, se retransmitió menos de un mes después.
Tetragrammaton Records, una división de Campbell, Silver, Cosby (CSC) Corporation, la compañía de producción con sede en Los Ángeles fundada por Cosby, su gerente Roy Silver y el cineasta Bruce Post Campbell, produjo películas y discos, incluidos los especiales de televisión de Cosby, el especial y la serie de dibujos animados de Fat Albert, y varias películas. CSC contrató a Artie Mogull como presidente de la etiqueta. Tetragrammaton estuvo bastante activo durante 1968–69 (su firma más exitosa fue la banda británica de rock pesado Deep Purple) pero rápidamente se puso en rojo y dejó de comerciar durante la década de 1970.

### Fat Albert,The Bill Cosby Showy la década de 1970

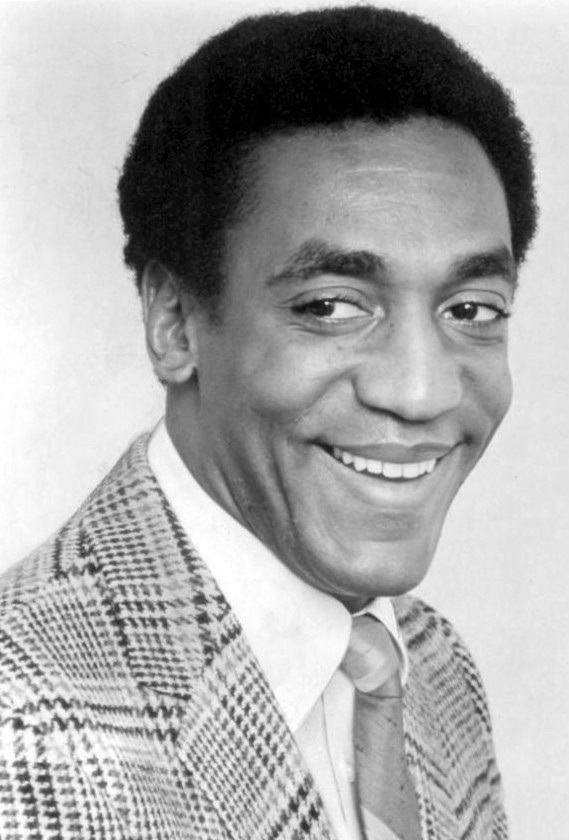
Cosby en 1969

Realizó una variedad de proyectos televisivos adicionales y apareció como anfitrión invitado habitual en The Tonight Show y como la estrella de un especial anual para NBC.  En 1969, regresó con otra serie, The Bill Cosby Show, una comedia de situación que duró dos temporadas. Cosby interpretó a un maestro de educación física en una escuela secundaria de Los Ángeles. Si bien solo fue un modesto éxito crítico, el programa fue un éxito de índice de audiencia, terminando en el undécimo lugar en su primera temporada. Fue alabado por usar artistas afroamericanos como Lillian Randolph, Moms Mabley y Rex Ingram como personajes.  De acuerdo con el comentario de los DVD de la temporada 1 para el programa, Cosby estaba en desacuerdo con NBC por su negativa a incluir risas enlatadas en el programa, ya que sentía que los espectadores tenían la capacidad de encontrar humor para ellos mismos cuando veían un programa de televisión.
Después de que Bill Cosby Show dejó de emitirse, reanudó su educación formal. Comenzó su trabajo de posgrado en la Universidad de Massachusetts, Amherst. Para la serie PBS The Electric Company, grabó varios segmentos que enseñan habilidades de lectura a niños pequeños.
Cuando tenía aproximadamente 35 años de edad, en 1972, recibió una maestría de UMass Amherst y también regresó en horario estelar con una serie de variedades, The New Bill Cosby Show.  Sin embargo, este espectáculo duró sólo una temporada.  Más exitoso fue una caricatura del sábado por la mañana, Fat Albert and the Cosby Kids, presentada por Cosby y basada en su propia infancia. Esa serie fue de 1972 a 1979, y como The New Fat Albert Show en 1979, y Las aventuras de Fat Albert y los niños Cosby. En 1984, escribió la disertación: "Una integración de los medios visuales a través de 'Fat Albert y The Cosby Kids' en el plan de estudios de la escuela primaria como material didáctico y vehículo para lograr un mayor aprendizaje". Esto fue un cumplimiento parcial de su doctorado de 1976 en educación de la UMass. Posteriormente, la Universidad de Temple le otorgaría su licenciatura sobre la base de la "experiencia de vida".
Durante la década de 1970, él y otros actores afroamericanos, incluido Sidney Poitier, unieron fuerzas para hacer algunas comedias exitosas para contrarrestar las violentas películas de "blaxploitation" de la época, como Uptown Saturday Night in 1974; Hagámoslo de nuevo en 1975; y en 1976, Mother, Jugs and Speed, coprotagonizada por Raquel Welch y Harvey Keitel. Acerca de esta última película, un crítico de Rotten Tomatoes escribió: "Bill Cosby se roba la película directamente con su hilarante actuación como 'Madre', la gran estrella de EMT''.
En 1974, Cosby se convirtió en portavoz de la marca Jell-O y siguió siendo la voz de sus productos durante casi treinta años.
En 1976 protagonizó A Piece of the Action con Poitier; y California Suite, una compilación de cuatro obras de Neil Simon. También recibió a Cos en 1976.  Además, produjo un programa de variedades de una hora de duración con títeres, bocetos y números musicales. Fue durante esta temporada que ABC decidió aprovechar esta etapa de la carrera de Cosby, al unirse a los productores de Filmation de Fat Albert para crear segmentos de acción en vivo protagonizados por él, para la película animada Viaje de regreso a Oz (1964/1971) que posteriormente se emitió en en diversas cadenas de televisión. Cosby también era un habitual en los programas de televisión pública para niños a partir de la década de 1970, albergando los segmentos de "Páginas de imágenes" que duraron hasta principios de la década de 1980.

### El show de Cosbyy la década de 1980

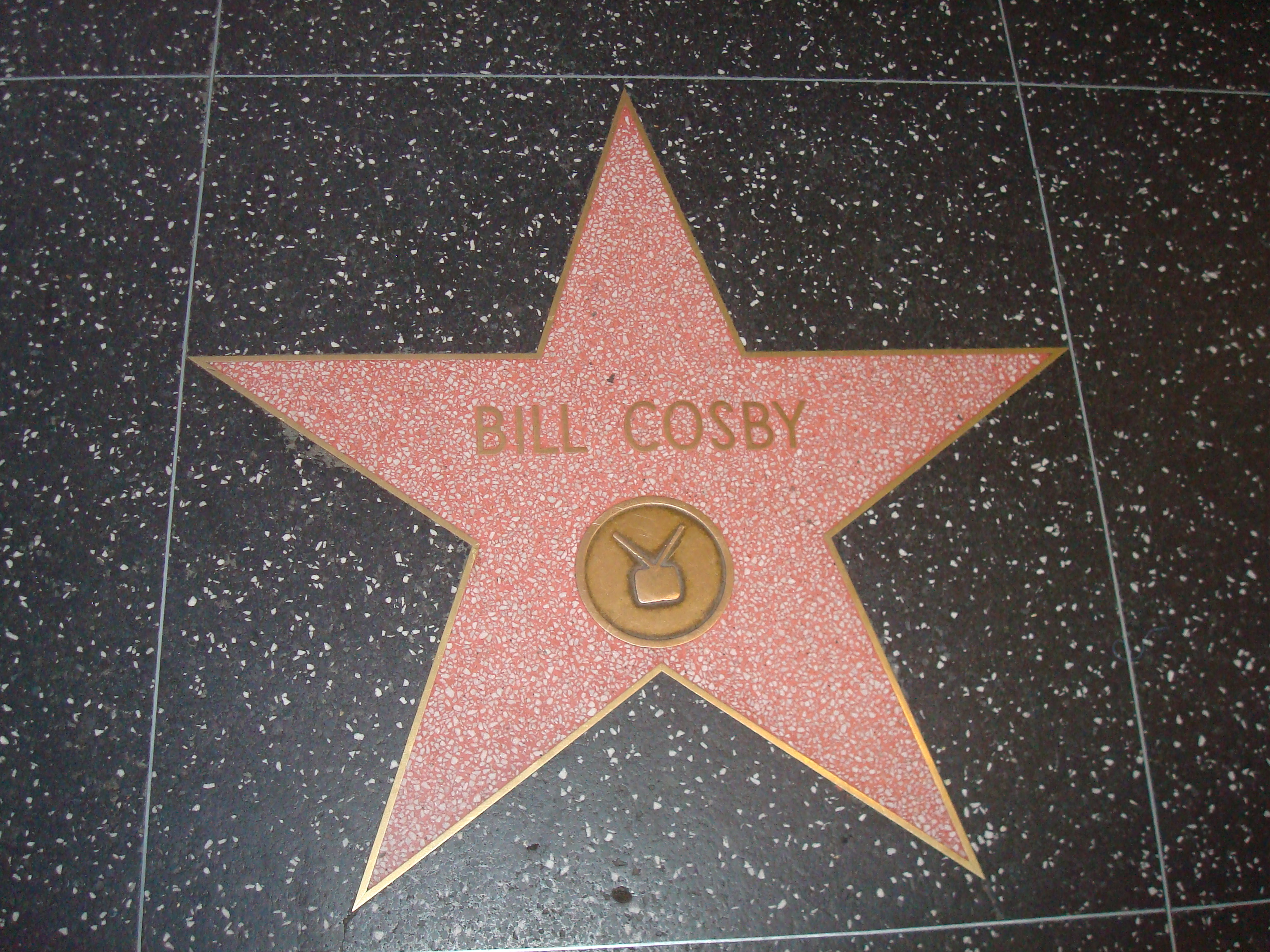
Estrella en el Hollywood Walk of Fame galardonado en 1977

El mayor éxito televisivo le llegó en septiembre de 1984 con el debut de The Cosby Show. Cosby, un defensor del humor orientado a la familia, coprodujo la serie, mantuvo el control creativo y se involucró en todos los aspectos de la producción. Los argumentos a menudo se basaban en ideas que él sugería durante las reuniones con el personal de redacción. El espectáculo tenía paralelos con la vida familiar real de Cosby: como los personajes Cliff y Clair Huxtable, Cosby y su esposa Camille tenían educación universitaria y éxito financiero, y tenían cinco hijos.  En el programa, Cosby hizo el papel de un obstetra. Gran parte del material del piloto y la primera temporada de The Cosby Show fue tomado de su video Bill Cosby: Él mismo, lanzado en 1983. La serie fue un éxito inmediato, debutando cerca de la cima de las clasificaciones y permaneciendo allí durante la mayor parte de su carrera de ocho temporadas.
En 1987 intentó volver a filmar con la parodia de espía Leonard Parte 6.  Aunque el propio Cosby fue el productor y escribió la historia, durante la producción se dio cuenta de que la película no iba a ser lo que quería y lo denunció públicamente, advirtiendo a las audiencias que se mantuvieran alejados. Más tarde, en la década de 1980, se desempeñó como asesor del Instituto de Cine Estudiantil de Los Ángeles.

### 1990s y 2000s

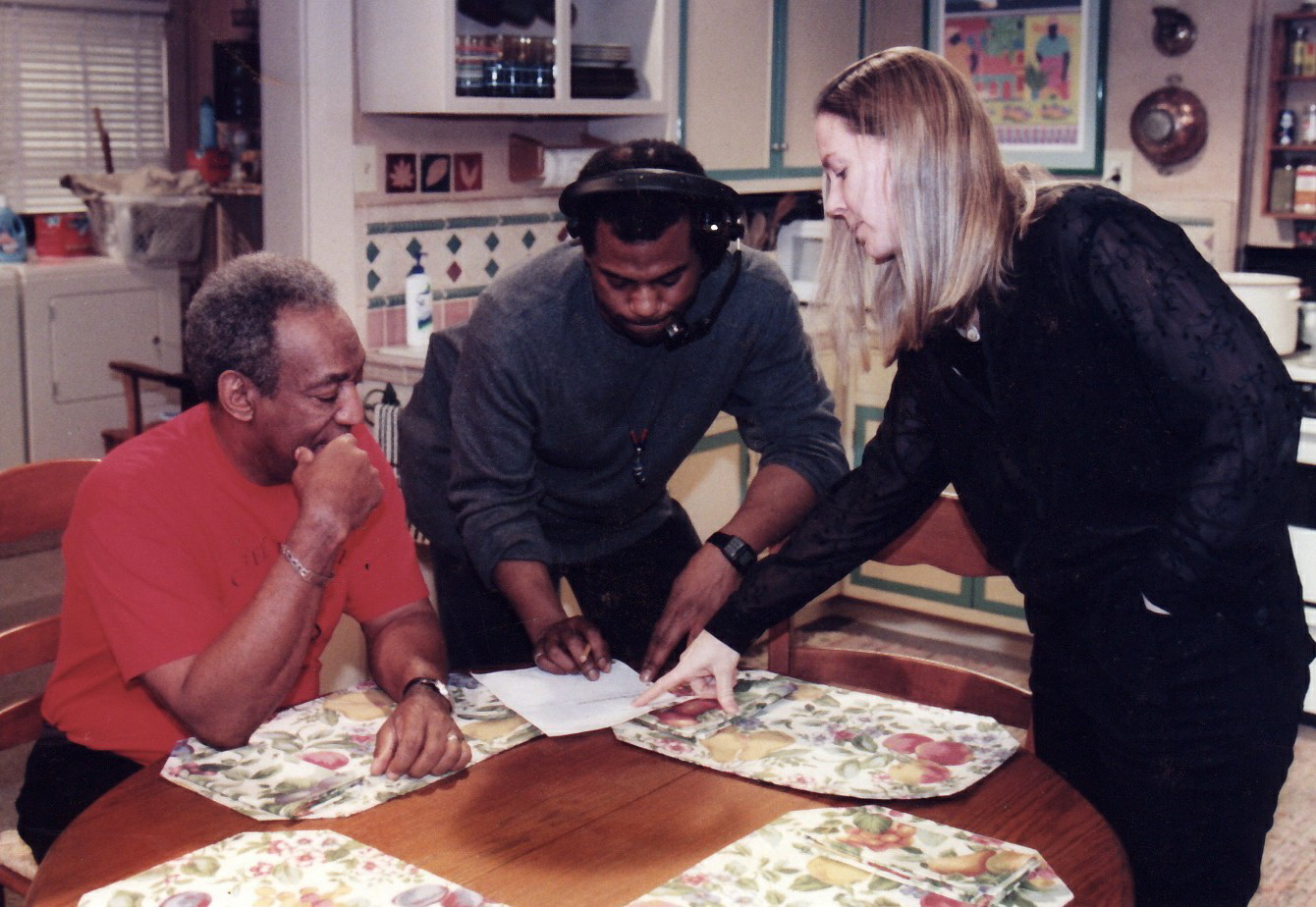
Cosby, una asistente de producción, y Ginna Marston de Partnership for Drug-Free Kids revisaron el guion de un puesto de servicio público en 1990 en el estudio de Cosby en Astoria, Queens.

Después de que The Cosby Show salió al aire en 1992, se embarcó en una serie de otros proyectos, que incluyeron un renacimiento del clásico juego de juegos Groucho Marx You Bet Your Life (1992–93), la película para televisión I Spy Returns (1994), y The Cosby Mysteries (1994).  A mediados de la década de 1990, apareció como detective en los comerciales de cine negro y blanco de Turner Classic Movies.  Hizo apariciones en tres películas más: Ghost Dad (1990), The Meteor Man (1993) y Jack (1996).  Además, fue entrevistado en 4 Little Girls (1997) de Spike Lee, un documental sobre el bombardeo racista de una iglesia en Birmingham, Alabama, en 1963.
También en 1996, comenzó un nuevo programa para CBS, Cosby, nuevamente coprotagonizada por Phylicia Rashād, su esposa en pantalla en The Cosby Show. Co-produjo el espectáculo para Carsey-Werner Productions. Se centró en Cosby como Hilton Lucas, un anciano iconoclasta que intenta encontrar un nuevo trabajo después de ser reducido y, mientras tanto, se pone nervioso por su esposa. Madeline Kahn co-protagonizó como la socia de negocios de Rashād, Pauline.  Cosby fue contratado por CBS para ser el portavoz oficial de su filial de Detroit WWJ-TV durante una campaña publicitaria de 1995 a 1998. También recibió un especial de CBS, Kids Say the Darndest Things el 6 de febrero de 1995, que fue seguido después como un programa de temporada completa, con Cosby como anfitrión, desde el 9 de enero de 1998 hasta el 23 de junio de 2000.  Después de cuatro temporadas, Cosby fue cancelado.  Su último episodio salió al aire el 28 de abril del 2000.  Los niños dicen que las cosas más terribles se terminaron el mismo año.
Little Bill, una serie para niños en edad preescolar, creada por Cosby como una representación semi-biográfica de su infancia en Filadelfia, hizo su debut en Nickelodeon en 1999. La red renovó el programa popular en noviembre de 2000.  En 2001, la agenda de Cosby incluyó la publicación de un nuevo libro, así como la entrega de discursos de graduación en Morris Brown College, Ohio State University, y en el Instituto Politécnico de Rensselaer.  También ese año, firmó un acuerdo con 20th Century Fox para desarrollar una película de acción en vivo centrada en el popular personaje de Fat Albert de su serie de dibujos animados de los años 70.  Fat Albert se estrenó en cines en diciembre de 2004.  En mayo de 2007, Cosby habló al comienzo de la Universidad de High Point.  En el verano de 2009, Cosby organizó una gala de comedia en Just for Laughs, el festival de comedia más grande del mundo en Montreal.

### 2010s
Un nuevo programa de la NBC programado para 2015, creado por Mike O'Malley y Mike Sikowitz y que fue producido por Tom Werner de The Cosby Show, fue presentado para presentarlo como Jonathan Franklin, el patriarca de una familia multigeneracional. El 19 de noviembre de 2014, la NBC canceló el nuevo espectáculo de Cosby después de acusaciones resurgieron que atacó sexualmente y violadas las mujeres.
Las repeticiones de The Cosby Show se cancelaron como resultado de las acusaciones de agresión sexual de Cosby.  El 19 de noviembre de 2014, NBC y TV Land terminaron sus relaciones con él; TV Land anunció que estaba sacando repeticiones de su agenda y también eliminando clips del programa de su sitio web. En diciembre de 2014, Aspire, propiedad de Magic Johnson, eliminó la serie de su alineación. En julio de 2015, la red de transmisión Bounce TV sacó repeticiones, y Centric de BET (otra unidad de Viacom) dejó de emitir repeticiones. A fines de 2014, Creative Artists Agency, la agencia de Cosby desde 2012, lo dejó como cliente.

## Condena por agresión sexual

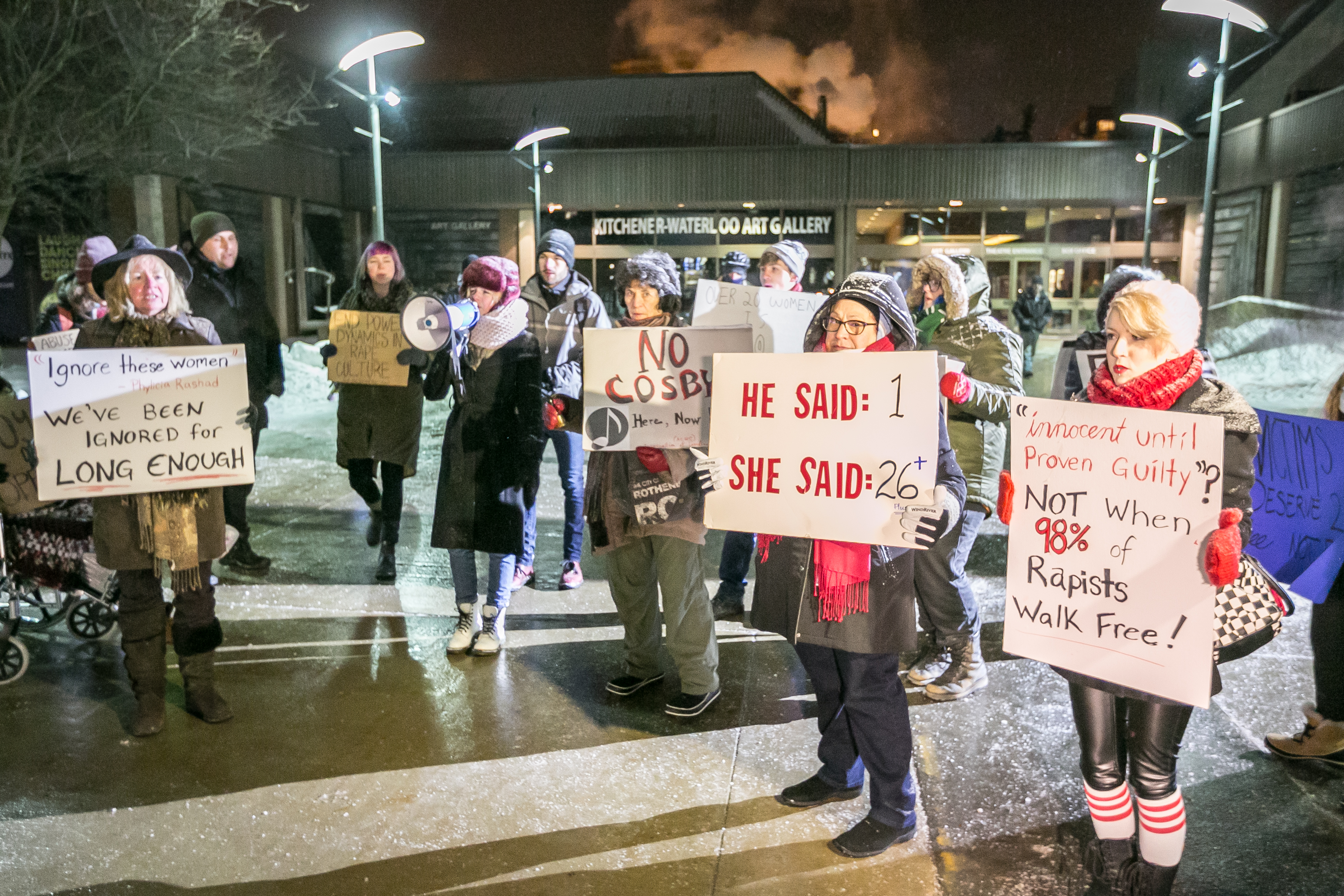
Manifestantes protestando contra Bill Cosby en Kitchener, Ontario, Canadá

Cosby ha sido objeto de acusaciones de violación, agresión sexual facilitada por drogas, agresión sexual, abuso sexual infantil y conducta sexual inapropiada, la primera de las cuales, según los acusadores, tuvo lugar a mediados de los años sesenta. En octubre de 2014, una parte de la rutina de comedia del comediante Hannibal Buress que describía el mal comportamiento sexual de Cosby se volvió viral, lo que dio como resultado que más mujeres declararan que fueron atacadas por Cosby. Las fechas de los supuestos incidentes abarcan desde 1965 hasta 2008 en diez estados de los EE. UU. y una provincia canadiense.
Cosby ha negado repetidamente las acusaciones y ha mantenido su inocencia. En noviembre de 2014, respondió a una pregunta sobre las acusaciones y dijo: "No hablo de ello". En entrevistas anteriores que se hicieron públicas, Cosby se negó a discutir las acusaciones.  Sin embargo, le dijo a Florida Today, "la gente no debería pasar por eso y no debería responder a las insinuaciones". En mayo de 2015 dijo: "He estado en este negocio 52 años y nunca había visto algo como esto. La realidad es una situación y no puedo hablar".
A raíz de las acusaciones, numerosas organizaciones han roto los lazos con Cosby y se han revocado los honores y los títulos que le fueron otorgados anteriormente. Las repeticiones de The Cosby Show y otros programas que muestran a Cosby también han sido retirados de la emisión por muchas organizaciones. Veinticinco colegios y universidades han rescindido títulos honorarios.  En un intento por explicar la reacción violenta contra Cosby, el reportero de Adweek, Jason Lynch, señaló que "el panorama de los medios de comunicación ha cambiado considerablemente, y ahora se le ha unido la arena de las redes sociales, que es mucho menos tolerante".
La mayoría de los actos se encuentran fuera de los estatutos de limitaciones para el procesamiento penal, pero en un caso se presentaron cargos penales contra Cosby y se iniciaron numerosas demandas civiles en su contra. A Noviembre de 2015, ocho demandas civiles relacionadas fueron activas contra Cosby.  La destacada abogada Gloria Allred representa a 33 de las presuntas víctimas. En julio de 2015, algunos de los registros judiciales de la demanda civil de Andrea Constand en 2005 contra Cosby fueron revelados y divulgados al público. La transcripción completa de su deposición también fue divulgada a los medios de comunicación por un servicio de informes de la corte.  En su testimonio, Cosby admitió tener relaciones sexuales ocasionales, involucrando el uso recreativo de la metacualona sedante (Quaaludes), con una serie de mujeres jóvenes, y reconoció que dispensar el medicamento recetado era ilegal.
Sobre la base de incidentes en enero de 2004, Cosby fue declarado culpable el 26 de abril de 2018, de tres cargos de agresión indecente agravada contra una mujer de Toronto, después de un juicio por jurado.  El 25 de septiembre de 2018, fue sentenciado a entre tres a diez años en una prisión estatal y una multa de 25,000$  más los costos judiciales de ambos juicios. Después de un breve período en el Centro Correccional del Condado de Montgomery, Cosby fue trasladado a una prisión estatal, SCI Phoenix en Skippack Township, Pensilvania, el 25 de septiembre de 2018, donde estuvo confinado a una sola celda.  El 28 de enero de 2019, Cosby pasó de la segregación administrativa a la población general.
En 2022, otra mujer, Stacey Pinkerton, demandó al actor afirmando que fue sometida a relaciones sexuales forzadas.
En junio de 2023, 9 mujeres más presentaron una demanda contra el actor por agresión sexual en el distrito de Nevada.

## Puntos de vista políticos

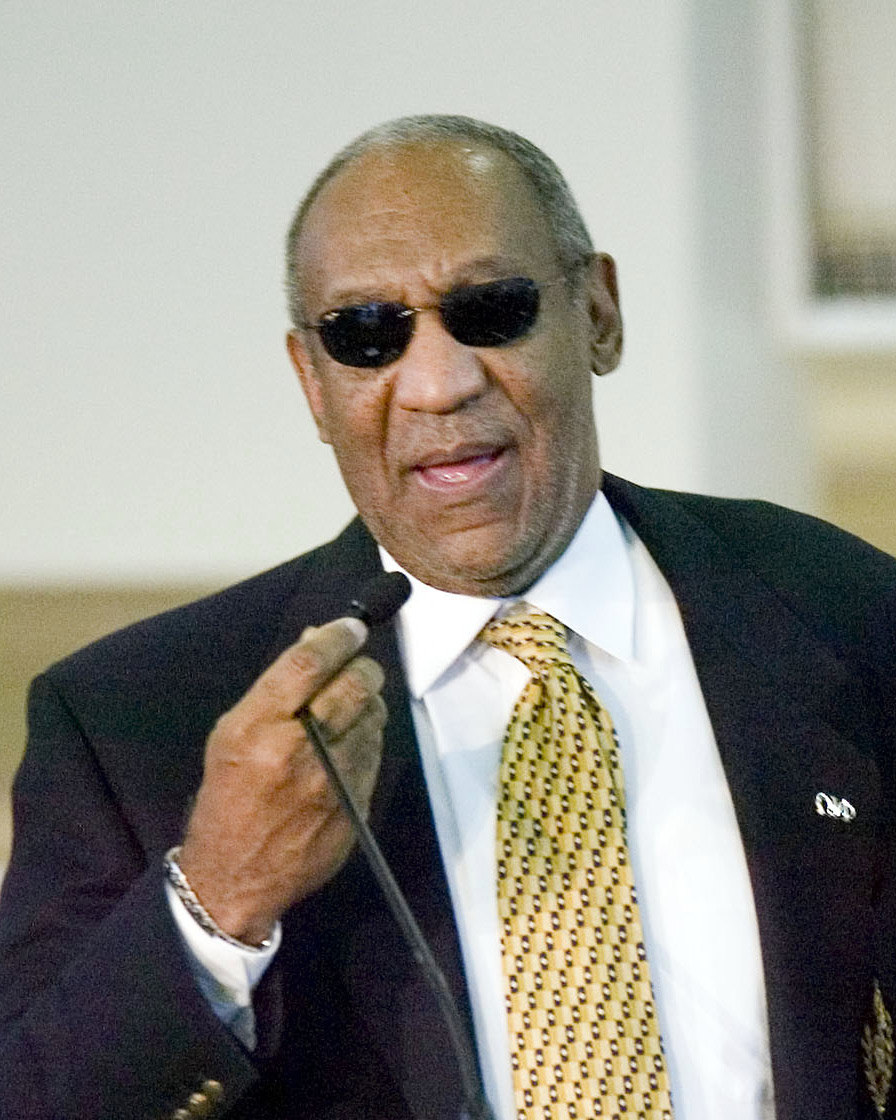
Cosby en Frederick Douglass High School en Atlanta, Georgia, en 2006

Recibió un premio en la celebración de la conmemoración del 50 aniversario de Brown v.  Fallo de la Junta de Educación : un fallo de la Corte Suprema de los EE. UU. Que prohibió la segregación racial en las escuelas públicas.  Más tarde, en mayo de 2004, hizo comentarios públicos que criticaban a los afroamericanos que asignaban más prioridad a los deportes, la moda y "actuar con fuerza" que a la educación, el respeto propio y la superación personal. Suplicó a las familias afroamericanas que eduquen a sus hijos sobre los diferentes aspectos de la cultura estadounidense.  En el discurso de Pound Cake, Cosby pidió que los padres afroamericanos enseñen a sus hijos mejores costumbres a una edad más temprana. Como se informó en The Washington Times, Cosby dijo a los reporteros durante una sesión especial de la 34ª conferencia legislativa anual de Congressional Black Caucus Foundation que "la crianza de los hijos e hijas debe ser una prioridad. Si necesitas ayuda y no sabes cómo ser padre o madre, queremos poder acercarnos a ti y ayudarte.".  Richard Leiby, de The Washington Post, informó que "Bill Cosby no fue políticamente correcto en sus comentarios de la noche del lunes en una ceremonia en el Salón de la Constitución que conmemora el 50 aniversario de Brown v.  Decisión de la Junta de Educación".
Fue nuevamente objeto de fuertes críticas y no se disculpó por su postura cuando hizo comentarios similares durante un discurso en una reunión celebrada el 1 de julio que conmemoró el aniversario de Brown v. Junta. Durante ese discurso, advirtió a los negros apáticos por no asistir o preocuparse por los individuos que están involucrados en el crimen o tienen aspiraciones contraproducentes. Luego describió a aquellos que necesitaban atención como negros que "habían olvidado los sacrificios de aquellos en el Movimiento por los Derechos Civiles".
En 2005, el profesor de sociología de la Universidad de Georgetown, Michael Dyson, escribió el libro, "¿Bill Cosby tiene razón? ¿O ha perdido la razón la clase media negra?".  En el libro, Dyson escribió que Cosby estaba pasando por alto factores sociales más importantes que refuerzan la pobreza y el crimen asociado; factores como el deterioro de las escuelas, el estancamiento de los salarios, los cambios dramáticos en la economía, la deslocalización y la reducción de personal, el subempleo crónico y la fuga de empleos y de capital.  Dyson sugirió que los comentarios de Cosby "traicionan puntos de vista clasistas y elitistas enraizados en la guerra generacional".  Sin embargo, Cornel West defendió a Cosby y sus comentarios, diciendo: "Está hablando con gran compasión y tratando de hacer que la gente vaya por el buen camino, porque tenemos algunos hermanos y hermanas que no están haciendo las cosas correctas, solo Como en los tiempos de nuestras propias vidas, no hacemos lo correcto. Él está tratando de hablar con honestidad, libertad y amor, y creo que eso es algo muy positivo".
En una entrevista de 2008, Cosby mencionó Filadelfia, Atlanta, Chicago, Detroit, Oakland, California ; y Springfield, Massachusetts, entre las ciudades donde el crimen era alto y los jóvenes afroamericanos fueron asesinados y encarcelados en números desproporcionados. Se mantuvo firme contra las críticas y afirmó que los padres afroamericanos continuaban sin inculcar los estándares adecuados de comportamiento moral.
Los comentarios vocales sociales de Cosby llevaron a la desaprobación de documentos en una demanda civil previa por una mujer que lo había acusado de agresión sexual, lo que a su vez despertó un interés renovado en las denuncias más antiguas. El juez dictaminó que la liberación de los documentos sellados se justificaba por el "marcado contraste entre Bill Cosby, el moralista público y Bill Cosby, el sujeto de serias denuncias sobre conducta impropia (y quizás criminal)".
Cosby también ha criticado vocalmente a los políticos republicanos conservadores con respecto a sus opiniones sobre los problemas socioeconómicos y raciales. En una entrevista de la CNN de 2013 sobre los derechos de voto, declaró que "este Partido Republicano no es el Partido Republicano de 1863, de Abraham Lincoln, abolicionistas y esclavitud, no es bueno. Creo que es importante para nosotros mirar la parte subyacente de esto. ¿Cuál es el valor de ello? ¿Es que algunas personas están enojadas porque mi gente ya no quiere trabajar gratis?".

## Vida personal
Se casó con Camille Hanks el 25 de enero de 1964. Juntos, tuvieron cinco hijos, Erika (n. 1965), Erinn (n. 1966), Ennis (1969–1997), Ensa (1973–2018) y Evin (n. 1976). Su único hijo varón, Ennis, fue asesinado el 16 de enero de 1997, mientras cambiaba un neumático desinflado en el costado de la carretera interestatal 405 en Los Ángeles. La hija de Cosby, Ensa, murió de enfermedad renal el 23 de febrero de 2018, mientras esperaba un trasplante de riñón. Los Cosbys tienen tres nietos. Cosby, un protestante, mantiene hogares en Shelburne (Massachusetts), y Cheltenham, Pensilvania.
Fue el anfitrión del Festival de Jazz Playboy de Los Ángeles desde 1979 hasta 2012 (George López ha sido el anfitrión del evento desde entonces).  Conocido como un baterista de jazz, también se lo puede ver tocando el bajo con Jerry Lewis y Sammy Davis Jr. en el programa de entrevistas de la década de 1970 de Hugh Hefner. Su historia, "la manera regular", apareció en Playboy edición de diciembre de 1968.  Cosby se ha convertido en un miembro activo de The Jazz Foundation of America. Cosby se involucró con la fundación en 2004. Durante varios años, ha sido un anfitrión destacado por su beneficio anual, A Great Night in Harlem, en el Teatro Apollo en la ciudad de Nueva York.
Él y su esposa han coleccionado más de 300 obras de arte afroamericano desde 1967. Las obras se exhibieron en "Conversaciones", una exhibición en el Museo Nacional de Arte Africano en 2014.  El programa se volvió polémico a medida que el número creciente de acusaciones de agresión sexual contra Cosby se hizo prominente.
Es partidario de su alma mater, la Universidad de Temple, particularmente su equipo de baloncesto masculino, a cuyos juegos asistía con frecuencia antes de su arresto. También es miembro de la fraternidad Omega Psi Phi; fue iniciado en el capítulo graduado Beta Alpha Alpha de la fraternidad en White Plains, Nueva York, en 1988.
En 2016, sus abogados informaron que ahora está legalmente ciego.  En una entrevista de abril de 2017 con la National Newspaper Publishers Association —una entrevista que solo accedió a hacer mientras la NNPA lo retratara de manera positiva—, tanto Cosby como uno de sus antiguos publicistas confirmaron esto, notando que perdió la vista en algún momento en 2015.

### Juicio de extorsión de Autumn Jackson
Durante el juicio de extorsión de Autumn Jackson en julio de 1997, Cosby declaró que hizo pagos privados a Shawn Upshaw, una mujer que había sido su amante en Las Vegas durante los primeros años de la década de 1970. Upshaw luego le dijo a Cosby que él era el padre de su hija, Autumn Jackson. Cosby negó ser el padre y dijo que le dio a Upshaw una suma aproximada a los 100 mil dólares para que no revelase el asunto públicamente.  Jackson, a sus 22 años de edad, fue condenada a 26 meses de cárcel por su intento de extorsión a Cosby por 40 millones de dólares estadounidenses. En el juicio y la subsiguiente apelación, los tribunales sostuvieron que la creencia de Jackson de ser hija de Cosby era irrelevante para la cuestión de su culpabilidad. Los tribunales declararon que el mero hecho de que ella fuera hija de Cosby no la habría otorgado los 40 millones de dólares que exigió, y por lo tanto la demanda fue exorbitante, sin importar lo que creyese ella.  Aunque Jackson y Cosby declararon en varias ocasiones que estaban dispuestos a someterse a pruebas de ADN para determinar la paternidad de Jackson, ambos fueron incapaces de llegar a un acuerdo sobre cuándo y cómo realizar la prueba.  Después de la condena de Jackson, Cosby proporcionó una muestra de sangre para la prueba, pero Jackson se negó a participar en ella.

## Premios y honores
- 2002: Recibió la Medalla Presidencial de la Libertad de George W. Bush.
- 2002: El erudito Molefi Kete Asante incluyó a Cosby en su libro Los 100 más grandes afroamericanos.[112]
- 2005: En una encuesta británica transmitida en el Canal 4 para encontrar al Comediante del comediante, fue votado entre los 50 mejores comediantes de todos los comediantes y conocedores de la comedia.[113]
- 2010: Recibió el premio Lone Sailor Award por el Navy Memorial de los Estados Unidos.[114]
- 2010: Recibió la Medalla de Oro de la Fundación Nacional de Fútbol[115]

## Premios y nominaciones

### Premios Globo de Oro
| Año  | Categoría                      | Trabajo Nominado        | Resultado |
| ---- | ------------------------------ | ----------------------- | --------- |
| 1967 | Mejor actor de televisión      | I Spy                   | Nominado  |
| 1973 | Mejor actor - Serie de Comedia | The New Bill Cosby Show | Nominado  |
| 1985 | Mejor actor - Serie de Comedia | The Cosby Show          | Ganador   |
| 1986 | Mejor actor - Serie de Comedia | The Cosby Show          | Ganador   |
| 1987 | Mejor actor - Serie de Comedia | The Cosby Show          | Nominado  |

### Premios Primetime Emmy
| Año  | Categoría                              | Trabajo Nominado       | Resultado |
| ---- | -------------------------------------- | ---------------------- | --------- |
| 1966 | Mejor actor - Serie dramática          | I Spy                  | Ganador   |
| 1967 | Mejor actor - Serie dramática          | I Spy                  | Ganador   |
| 1968 | Mejor actor - Serie dramática          | I Spy                  | Ganador   |
| 1969 | Mejor programa musical o de variedades | The Bill Cosby Special | Ganador   |
| 1970 | Mejor actor - Serie de comedia         | The Bill Cosby Show    | Nominado  |

### Premios Grammy
| Año  | Categoría              | Trabajo Nominado                                                 | Resultado |
| ---- | ---------------------- | ---------------------------------------------------------------- | --------- |
| 1964 | Mejor álbum de comedia | Bill Cosby is a Very Funny Fellow Right                          | Nominado  |
| 1965 | Mejor álbum de comedia | I Started Out as a Child                                         | Ganador   |
| 1966 | Mejor álbum de comedia | Why Is There Air?                                                | Ganador   |
| 1967 | Mejor álbum de comedia | Wonderfulness                                                    | Ganador   |
| 1968 | Mejor álbum de comedia | Revenge                                                          | Ganador   |
| 1969 | Mejor álbum de comedia | To Russell, My Brother, Whom I Slept With                        | Ganador   |
| 1970 | Mejor álbum de comedia | Sports                                                           | Ganador   |
| 1971 | Mejor álbum hablado    | Grover Henson Feels Forgotton                                    | Nominado  |
| 1971 | Mejor álbum de comedia | Live: Madison Square Garden Center                               | Nominado  |
| 1972 | Mejor álbum para niños | Bill Cosby Talks To Kids About Drugs                             | Ganador   |
| 1972 | Mejor álbum de comedia | When I was a Kid                                                 | Nominado  |
| 1973 | Mejor álbum para niños | The Electric Company                                             | Ganador   |
| 1974 | Mejor álbum de comedia | Fat Albert                                                       | Nominado  |
| 1977 | Mejor álbum de comedia | Billy Cosby is Not Himself These Days, Rat Own, Rat Own, Rat Own | Nominado  |
| 1984 | Mejor álbum de comedia | Billy Cosby: Himself                                             | Nominado  |
| 1987 | Mejor álbum hablado    | Hardheaded Boys                                                  | Nominado  |
| 1987 | Mejor álbum de comedia | Those Of You With Or Without Children, You'll Understand         | Ganador   |

### Títulos honoríficos
Recibió cerca de 70 títulos honorarios y muchos otros honores desde 1985. La mayoría de estos fueron revocados después de que fue acusado de delitos sexuales o después de su condena por agresión sexual.
- Doctorado honorario de Spelman College en 1986.[117]
- Doctor honoris causa en la Universidad de Howard, otorgado en 1989.[118]
- Doctorado honorario de Rust College el 20 de noviembre de 1990.[119]
- Doctorado honorario de la Universidad Old Dominion otorgado el 9 de mayo de 1998.[120]
- Doctor honoris causa en la Universidad de Pepperdine en 1998.
- Doctor honoris causa de letras humanas en la Escuela Juilliard en 2002.[121]
- Doctorado honorario de Paine College en 2003.[122]
- Título honorario en 2003 de Sisseton Wahpeton College por sus contribuciones a la educación de las minorías.[123]
- Doctorado honorario de la Universidad de Hampton en 2003.[124]

### Premios retirados
Retirada de premios debido a condenas y denuncias de agresión sexual:
- 2011: Recibió al Suboficial Honorario de la Marina de los Estados Unidos. Revocado el 4 de diciembre de 2014.[125]
- 2009: Recibió el Premio Marian Anderson.  Anulado el 3 de mayo de 2018.[126]
- 1998: Recibió el Kennedy Center Honor.[127]  Anulado el 7 de mayo de 2018.[128]
- 2009: Presentado con el 12º Premio anual Mark Twain para el humor estadounidense.[129][130]  Anulado el 7 de mayo de 2018.[128]
- 2002: Recibió el Premio a la Carrera Profesional de TCA.  Anulado el 25 de septiembre de 2018.[131]

#### Licenciados honoríficos
Tras numerosas denuncias de agresión sexual contra Cosby, se revocaron o revocaron varios de sus títulos honoríficos. Después de que fue condenado por delitos sexuales, muchos más siguieron su ejemplo. Incluyen, en orden de rescisión:
1. Honorary Doctor of Fine Arts from Fordham University; awarded 2001, rescinded on September 24, 2015.[132][133]
2. Honorary Doctor of Letters from Marquette University; awarded May 19, 2013, rescinded on September 24, 2015.[134][135]
3. Honorary Doctorate of Fine Arts from the University of San Francisco awarded on May 18, 2012, rescinded on September 25, 2015.[136][137]
4. Honorary Doctor of Letters from Brown University; awarded May 1985, rescinded on September 28, 2015.[138]
5. Honorary Doctor of Humane Letters from Wilkes University; awarded May 2004, rescinded on October 2, 2015.[139]
6. Honorary Doctor of Humane Letters from Baylor University; awarded September 4, 2003, at the "Spirit Rally" for the Baylor and Central Texas communities,[140] rescinded on October 8, 2015.[141]
7. Honorary Doctor of Laws from Lehigh University; awarded May 1987, rescinded on October 14, 2015.[142]
8. Honorary Doctor of Arts from Tufts University; awarded 2000, rescinded on October 15, 2015.[143]
9. Honorary Doctorate from Goucher College; awarded 2001, rescinded on October 15, 2015.[144]
10. Honorary Doctor of Humane Letters from Amherst College, awarded in 1999, rescinded on October 17, 2015.[145][146]
11. Honorary Doctor of Humane Letters degree from Franklin & Marshall College, awarded in May 2000, rescinded on October 19, 2015.[147]
12. Honorary Doctorate from Drew University; awarded May 2002,[148] rescinded on October 23, 2015.[149]
13. Honorary Doctor of Humane Letters from Muhlenberg College in 1995. Rescinded October 23, 2015.[150]
14. Honorary Doctorate from Springfield College awarded in 2002,[151] rescinded on October 25, 2015.[152]
15. Honorary Doctorate from Drexel University, awarded in 1992, rescinded on November 12, 2015.[153]
16. Honorary Doctorate from Bryant University, awarded in May 1994, rescinded on November 12, 2015.[154]
17. Honorary Doctorate from the University of Pittsburgh awarded in 2002, rescinded on November 13, 2015.[155]
18. Honorary Doctor of Letters from California State Polytechnic University, Pomona; awarded 1992, rescinded on November 18, 2015.[156]
19. Honorary Doctor of Humane Letters from Swarthmore College; awarded 1995, rescinded on November 20, 2015.[157][158]
20. Honorary Doctorate from the John Jay College of Criminal Justice, awarded June 1, 1995,[159] rescinded on November 23, 2015.[160][161]
21. Honorary Doctor of Humane Letters from Oberlin College; awarded May 1, 2010,[162] rescinded on December 4, 2015.[163]
22. Honorary Doctor of Humane Letters from Boston University; awarded May 18, 2014, rescinded on December 10, 2015.[164]
23. Honorary degree from Occidental College; awarded 1992, rescinded on December 12, 2015.[165]
24. Honorary Doctor of Humanities from George Washington University in 1997,[166] rescinded January 11, 2016.[167][168]
25. Honorary Doctor of Humane Letters from Haverford College; awarded May 2002,[169] rescinded February 6, 2016.[170][171]
26. Honorary Doctor of Music degree from Berklee College of Music, May 8, 2004.[172] Cosby was also the host of the school's 60th Anniversary Concert in January 2006.[173] Rescinded March 24, 2016.[174][175]
27. Honorary Doctor of Fine Arts from the University of Connecticut; awarded May 18, 1996 (also served as commencement speaker)[176][177] rescinded June 29, 2016.[178]
28. Honorary Doctorate from Colgate University; awarded May 22, 1999 (also served as commencement speaker)[179] rescinded October 1, 2016.[180]
29. Honorary Doctor of Humane Letters from University of Missouri-Columbia; awarded 1990, rescinded June 23, 2017.[181][182][183]
30. Honorary Doctor of Laws from the University of Pennsylvania; awarded 1990[184] (Cosby also served as the commencement speaker in May 1997),[185] rescinded February 1, 2018.[186]
31. Honorary Doctor of Education from Ohio State University, awarded in 2001, rescinded April 6, 2018.[187]
32. Honorary Doctor of Laws degree from the University of Notre Dame, awarded on May 20, 1990,[188] rescinded on April 26, 2018.[189]
33. Honorary Doctor of Humane Letters from Johns Hopkins University, awarded in 2004,[190] rescinded on April 26, 2018.[191]
34. Honorary Doctor of Humane Letters degree from Carnegie Mellon University, May 20, 2007; he was also the keynote speaker for the commencement ceremony.[192] Rescinded on April 26, 2018.[193]
35. Honorary Doctor of Laws degree from Temple University, awarded in 1991, rescinded on April 27, 2018.[194]
36. Honorary Doctor of Humane Letters degree from Boston College awarded in 1996,[195] rescinded on April 27, 2018.[196]
37. Honorary Doctor of Humanities degree from North Carolina A&amp;T State University awarded in 2008, rescinded on April 27, 2018.[197]
38. Honorary Doctorate from the Lafayette University in May 1996; rescinded on April 28, 2018.[198]
39. Honorary degree from the Cooper Union in 2002. Rescinded April 28, 2018.[199]
40. Honorary Doctorate from West Chester University of Pennsylvania during the 2003 graduation ceremony.[200] Rescinded on April 30, 2018.[201]
41. Honorary Doctor of Humane Letters degree from Yale University, May 26, 2003.[202][203] Rescinded on May 1, 2018.[204]
42. Honorary Doctor of Fine Arts degree from the University of Southern California, May 8, 1998.[205] Rescinded on May 1, 2018.[206]
43. Honorary degree from Colby College, awarded 1992. Rescinded May 2, 2018.[207]
44. Honorary Doctorate from the Fashion Institute of Technology in 2000.[208] Rescinded May 2, 2018.[209]
45. Honorary degree from the Gettysburg College in 1997. Rescinded May 4, 2018.[210]
46. Honorary Doctor of Humane Letters degree from the University of Cincinnati in 2001.[211] Rescinded May 8, 2018.[212]
47. Honorary Doctor of Humane Letters degree from the Medical University of South Carolina in 2000. Rescinded May 18, 2018.[213]
48. Honorary Doctorate from the Rensselaer Polytechnic Institute on May 12, 2001.[214] Rescinded May 18, 2018.[215]
49. Honorary Doctor of Humane Letters degree from Wesleyan University in 1987.[216] Rescinded May 25, 2018.[217]
50. Honorary Doctor of Laws degree from the University of North Carolina at Chapel Hill awarded on May 19, 2003.[218][219] Rescinded May 30, 2018.[220]
51. Honorary Doctor of Humane Letters from Northwestern University in 1997.[221] Rescinded June 18, 2018.[222]
52. Honorary Doctor of Fine Arts from New York University in 1997. Rescinded June 21, 2018.[223]
53. Honorary Doctor of Humane Letters degree from the University of South Carolina in 1986.[224] Rescinded June 22, 2018.[225]
54. Honorary Doctor of Humane Letters from University of Maryland Eastern Shore awarded May 17, 1998.[226] Rescinded June 22, 2018.[227]
55. Honorary Doctorate in performing arts from the University of Maryland, College Park; awarded in the spring of 1992 after speaking at the commencement ceremony.[228] Rescinded June 22, 2018.[227]
56. Honorary Doctor of Humane Letters degree from the University of Baltimore awarded May 21, 2013.[229] Rescinded June 22, 2018.[227]
57. Honorary Doctorate from Claflin University in May 1999.[230] Rescinded June 22, 2018.[231]
58. Honorary Master of Arts degree from the College of William & Mary in 1993. Rescinded August 8, 2018.[232]
59. Honorary Doctor of Humane Letters degree from Virginia Commonwealth University awarded December 5, 2008.[233] Rescinded December 7, 2018.[234]

## Trabajos

### Discografía

#### Discos de comedia
- Bill Cosby Is a Very Funny Fellow...Right! (1963)
- I Started Out as a Child (1964)
- Why Is There Air? (1965)
- Wonderfulness (1966)
- Revenge (1967)
- To Russell, My Brother, Whom I Slept With (1968)
- 200 M.P.H. (1968)
- 8:15 12:15 (1969)
- It's True! It's True! (1969)
- Sports (1969)
- Live: Madison Square Garden Center (1970)
- When I Was a Kid (1971)
- For Adults Only (1971)
- Bill Cosby Talks to Kids About Drugs (1971)
- Inside the Mind of Bill Cosby (1972)
- Fat Albert (1973)
- My Father Confused Me... What Must I Do? What Must I Do? (1977)
- Bill's Best Friend (1978)
- Bill Cosby: Himself (1982)
- Those of You with or Without Children, You'll Understand (1986)
- Oh, Baby! (1991)
- Far from Finished (TV broadcast on November 23, 2013, Blu-ray, DVD, CD, and digital distribution on November 26, 2013)[235]

#### Discos de música
- Silver Throat: Bill Cosby Sings (1967)
- Bill Cosby Sings Hooray for the Salvation Army Band! (1968)
- Badfoot Brown & the Bunions Bradford Funeral & Marching Band (1971)
- Charles Mingus and Friends in Concert – As master of ceremonies (Columbia, 1972)
- Bill Cosby Presents Badfoot Brown & the Bunions Bradford Funeral Marching Band (1972)
- At Last Bill Cosby Really Sings (1974)
- Bill Cosby Is Not Himself These Days (1976)
- Disco Bill (1977)
- Where You Lay Your Head (1990)
- My Appreciation (1991)
- Hello Friend: To Ennis, With Love (1997)
- Quincy Jones & Bill Cosby – The Original Jam Sessions 1969 (2004)
- Quincy Jones & Bill Cosby – The New Mixes Vol. 1 (2004)
- State of Emergency (2009)
- Keep Standing (2010)

#### Compilaciones
- The Best of Bill Cosby (1969)
- More of the Best of Bill Cosby (1970)
- Bill (1973)
- Down Under (1975)
- Cosby and the Kids (1986)
- At His Best (1994)
- 20th Century Masters: The Millennium Collection: The Best of Bill Cosby (2001)
- The Bill Cosby Collection (2004)
- Icon (2011)

#### Sencillos
| Año  | Título                                     | Posiciones de la carta | Posiciones de la carta |
| Año  | Título                                     | Billboard              | US R&B                 |
| ---- | ------------------------------------------ | ---------------------- | ---------------------- |
| 1967 | " Little Ol 'Man (Tenso, todo está bien) " | 4                      | 18                     |
| 1970 | "Grover Henson se siente olvidado"         | 70                     | -                      |
| 1976 | "Me amo mejor que yo mismo"                | -                      | 59                     |
| 1976 | " Si, si, si "                             | 46                     | 11                     |

#### Televisión
| Año       | Título                              | Papel                                               | Notas                                                                                    |
| --------- | ----------------------------------- | --------------------------------------------------- | ---------------------------------------------------------------------------------------- |
| 1965–1968 | yo espío                            | Alexander Scott                                     | Rol principal (82 episodios)                                                             |
| 1969      | Hey, Hey, Hey, es Fat Albert        | Bill / Fat Albert / Dumb Donald (voz)               | Película también escritor                                                                |
| 1969–1971 | El show de Bill Cosby               | Chet Kincaid                                        | Papel principal (52 episodios); también productor ejecutivo                              |
| 1971      | Desde pequeño                       | Caleb Revers                                        | Película                                                                                 |
| 1971–1973 | La compañía eléctrica               | Madeja                                              | 260 episodios                                                                            |
| 1972      | El nuevo espectáculo de Bill Cosby  | Él mismo / anfitrión                                |                                                                                          |
| 1972–1985 | Fat Albert y los niños Cosby        | "Gordo" Albert Jackson (voz) / Él mismo / anfitrión | Papel principal (34 episodios); también el creador                                       |
| 1972      | A todos mis amigos en la orilla     | Azul                                                | Película                                                                                 |
| 1974      | Viaje de regreso a Oz               | El mago de Oz                                       | Versión de televisión                                                                    |
| 1976      | Cos                                 | Anfitrión                                           | Serie                                                                                    |
| 1977–1990 | Molinillo                           | Él mismo                                            | Host del segmento Picture Pages                                                          |
| 1978      | Ultra secreto                       | Aaron Strickland                                    | Película                                                                                 |
| 1984–1992 | El show de cosby                    | Dr. Heathcliff "Cliff" Huxtable                     | Papel principal (197 episodios); También creador y compositor de temas musicales.        |
| 1987      | Un mundo diferente                  | Dr. Heathcliff "Cliff" Huxtable                     | 3 episodios; También creador y compositor de temas musicales.                            |
| 1992–1993 | Apuestas tu vida                    | Él mismo / anfitrión                                | Programa de juegos también compositor de música temática                                 |
| 1994–1995 | Los misterios de Cosby              | Guy Hanks                                           | Rol principal (18 episodios)                                                             |
| 1994      | Veo espías                          | Alexander Scott                                     | Película                                                                                 |
| 1996-2000 | Cosby                               | Hilton Lucas                                        | Papel principal (95 episodios); también exec. Productor y compositor de música temática. |
| 1998-2000 | Los niños dicen las cosas más raras | Él mismo / anfitrión                                |                                                                                          |
| 1999–2004 | Pequeña factura                     | Capitán Brainstorm (voz)                            | También exec. Productor, escritor y compositor de temas musicales.                       |
| 2010–2012 | OBKB                                | Él mismo                                            | 33 episodios; también productor ejecutivo                                                |

### Libros
- Cosby, Bill (1986). Fatherhood. New York: Doubleday. ISBN 978-0-385-23410-8. OCLC 15686687. Parámetro desconocido |title-link= ignorado (ayuda)
- Cosby, Bill (1987). Time Flies. New York: Doubleday. ISBN 978-0-385-24040-6. OCLC 16081611.
- Cosby, Bill (1989). Love and Marriage. New York: Doubleday. ISBN 978-0-385-24664-4. OCLC 18984758.
- Cosby, Bill (1991). Childhood. New York: Putnam. ISBN 978-0-399-13647-4. OCLC 23650310.
- Cosby, Bill (1998). Kids Say the Darndest Things. New York: Bantam Books. ISBN 978-0-553-11043-2. OCLC 39498709.
- Cosby, Bill (1999). Congratulations! Now What?: A Book for Graduates. New York: Hyperion. ISBN 978-0-7868-6572-7. OCLC 40979923.
- Allen, Dwight William; Cosby, Bill (2000). American Schools: The $100 Billion Challenge. New York: IPublish.com. ISBN 978-0-7595-5000-1. OCLC 48915448.
- Cosby, Bill; Booth, George (2001). Cosbyology: Essays and Observations from the Doctor of Comedy. New York: Hyperion. ISBN 978-0-7868-6810-0. OCLC 46359836.
- Cosby, Bill (2003). I Am What I Ate ... and I'm Frightened!!!: And Other Digressions from the Doctor of Comedy. New York: HarperEntertainment. ISBN 978-0-06-054573-4. OCLC 52387894.
- Cosby, Bill; Cosby, Erika (2003). Friends of a Feather: One of Life's Little Fables. New York: Harper Entertainment. ISBN 978-0-06-009147-7. OCLC 52206847.
- Cosby, Bill; Poussaint, Alvin F. (2007). Come on, People: On the Path from Victims to Victors. Nashville: Thomas Nelson. ISBN 978-1-59555-092-7. OCLC 153581209.
- Cosby, Bill (2011). I Didn't Ask to Be Born (But I'm Glad I Was). New York: Center Street. ISBN 978-0-89296-920-3. OCLC 707964887.